# Midtown, Manhattan

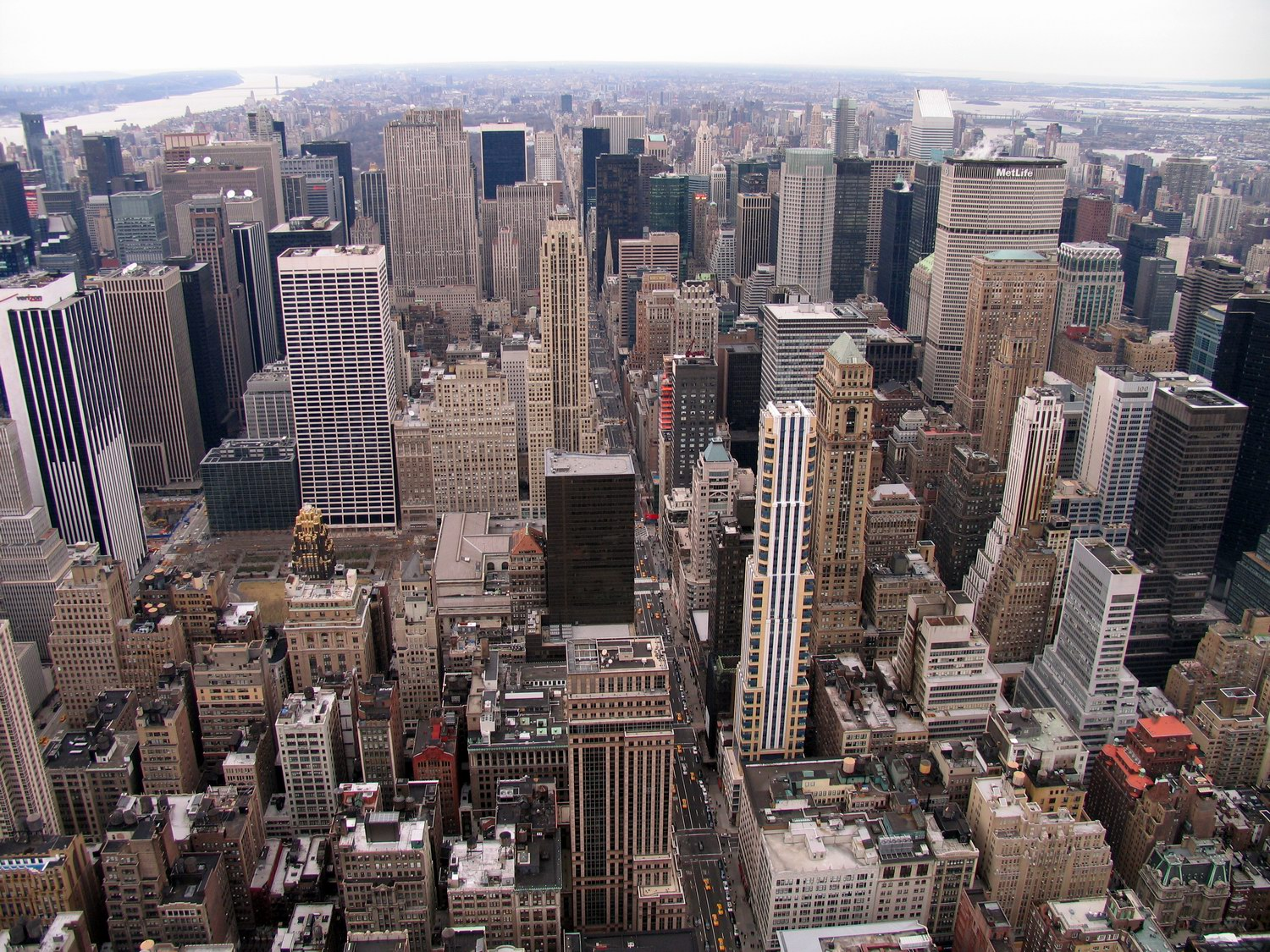
Midtown sett från Empire State Building.

Midtown är ett område på Manhattan i centrala New York. Det är stadens ekonomiska centrum och mer än 3 miljoner människor arbetar där.
Kända byggnader i Midtown:
- Empire State Building
- Chrysler Building
- Rockefeller Center
- FN:s högkvarter
- Trump Tower
- 111 West 57th Street